# 陳樹

陳樹（CHEN, GORDON S. 1954年3月10日—）,中華民國政府官員，中國國民黨籍，出生於臺灣雲林縣。曾任財政部次長、金管會主委，現任職中央投資董事長，以及相關企業董事。

## 經歷
陳樹自1979年起從財政部證券管理委員會科員、稽核、科長、副組長、組長一直到1995年41歲時成為證管會最年輕的主任委員，在證管會工作長達17年。
1996年5月20日，中華民國首任民選總統李登輝就職，台灣股市不僅未如預期上演慶祝行情，反而大跌162點，遭人藉「護盤不力」向總統進讒言，於1996年9月5日無預警遭撤換，降調為中華民國財政部參事兼財團法人證券暨期貨市場發展基金會董事長。
1998年5月25日，改調行政院參事兼秘書室主任，後於1999年1月7日升任行政院參事兼第四組組長，掌管金融業務。
2002年2月8日，陳水扁政府拔擢陳樹擔任財政部常務次長，後於2004年7月於媒體追問下，坦承若取得社會共識將原列為財政部長期目標的「復徵證所稅」改列短期目標，導致股市重挫，迫使時任財政部長林全公開對外表示「稅改由部長說的才算」。
2006年8月，在各方全力爭取角逐年薪超逾六百萬、且掌握龐大資源的台灣證券交易所董事長乙職時，陳樹以其低調沉潛之性格，意外成為國、民兩黨之最大公約數，出馬擔任證交所董座；2007年轉任台灣金融研訓院董事長兼中華公司治理協會理事長。
2008年5月，政黨二次輪替，陳樹獲徵詢出任馬英九政府行政院金融監督管理委員會主任委員，並於7月正式就職。惟因其在南山人壽出售案處理不當、處理攸關數十萬人畢生積蓄的雷曼兄弟連動債事件遭批評反應慢半拍、且曾於扁政府時期經手二次金改案，在他擔任金管會主委期間，於行政院下令全面清查二次金改弊案時，只花兩天調查就宣布行政無瑕疵，最終使他在通常有四年任期保障的金管會主委一職只擔任四個月，就匆匆於2008年11月28日請辭獲准。
2009年8月10日，陳樹再度獲拔擢出任證券櫃檯買賣中心（OTC）董事長。
2012年11月1日，受聘於中原大學商學院財務金融學系擔任榮譽講座教授。
2015年7月，接任中央投資董事長。